# 景明王
景明王（？—924年）；姓朴名昇英，是新罗国君主，神德王之子，母資成王后金氏。在位八年，諡景明，弟朴魏膺继位。
景明王二年（918年），弓裔被手下大將王建起兵驱逐，王建自立为王，6月弓裔在出亡的路上被杀。王建即位于鐵原京，自称为高句丽的后继者，定国号为高丽，定年号为天授。正式形成了高丽、后百济、新罗后三国的局面。
长子：密城大君朴彦忱
次子：고양大君朴彦成
三子：速咸大君朴彦信
四子：죽성大君朴彦立
五子：沙伐大君朴彦昌
六子：완산大君朴彦華
七子：강남大君朴彦志
八子：월성大君朴彦義